# Caldeira (1946–2019)
Leonardo Augusto Caldeira (ur. 15 września 1946 w Uberabie, zm. 24 września 2019.) – brazylijski piłkarz, występujący podczas kariery na pozycji lewego pomocnika.

## Kariera klubowa
Karierę piłkarską Caldeira rozpoczął w klubie Santos FC w połowie lat 60. W latach 1965–1967 występował w >Portuguesie São Paulo. W kolejnych latach występował w klubach z Belo Horizonte: Américe i Atlético Mineiro, z którym zdobył mistrzostwo stanu Minas Gerais – Campeonato Mineiro w 1970. W latach 1970–1971 i 1972 był zawodnikiem CR Flamengo. Z Flamengo zdobył mistrzostwo stanu Rio de Janeiro – Campeonato Carioca w 1972. W barwach rubro-negro rozegrał 77 spotkań, w których strzelił 7 bramek. W 1971 był zawodnikiem EC Bahia.
W Bahii 8 sierpnia 1971 w zremisowanym 0-0 derbowym meczu z Santosem zadebiutował w lidze brazylijskiej. W 1973 występował w Kolumbii w Atlético Junior. Po powrocie do Brazylii ponownie występował w Bahii, z którą zdobył mistrzostwo stanu Bahia – Campeonato Baiano. W 1976 występował w Londrinie, a w 1977 w Coritibie. W Coritibie 17 grudnia 1977 w przegranym 1-2 meczu z SER Caxias Caldeira po raz ostatni wystąpił w lidze. Ogółem w latach 1971–1977 rozegrał w lidze 44 spotkań, w których strzelił 5 bramek. Karierę zakończył w Internacionalu Limeira w 1979.

## Kariera reprezentacyjna
Jedyny raz w reprezentacji Brazylii wystąpił 19 grudnia 1968 w wygranym 3-2 towarzyskim meczu z reprezentacją Jugosławii.